# ZVV Be Quick
ZVV Be Quick (Zutphense Voetbal Vereniging Be Quick) is een amateurvoetbalvereniging uit Zutphen in de gelijknamige gemeente, Gelderland, Nederland.

## Algemeen
De vereniging werd opgericht op 9 april 1902. De thuiswedstrijden worden op “sportpark Zuidveen” gespeeld.

## Geschiedenis
De club werd opgericht door Theo Langholz, Gijs Philippi en Herman Massink. In 1906 werd gefuseerd met de voetbalvereniging Swift. De gecombineerde vereniging bleef de naam voeren van Be Quick, evenals toen in 1910 werd gefuseerd met de vereniging Little But Brave, LBB, kampioen van de eerste klasse van de Geldersche Voetbalbond. Op 8 maart 1911 verkreeg Be Quick koninklijke goedkeuring. In 1977 kreeg kende de Koningin het jubilerende Be Quick de erepenning van verdienste toe.
Het eerste veld was op de Varkensweide, het gedeelte van Zutphen gelegen tussen de Gerard Doustraat en de Warnsveldseweg. Dat mocht gratis gebruikt worden. De eerste (vriendschappelijke) wedstrijd was tegen S.S.S. uit Apeldoorn. De eerste competitiewedstrijd werd gespeeld op 5 oktober 1902 tegen Velox uit Nijmegen. Deze thuiswedstrijd werd met 6-0 gewonnen. In dat seizoen werd Be Quick voor de eerste keer ongeslagen kampioen van de GVB en won daarmee het vergulde kruis. Vanaf 1904 werd op een terrein aan de Pollaan gespeeld, vanaf februari 1905 op een eigen veld, genaamd “Terrein Nieuwe Wandeling”. In 1906 werd dat een nieuw veld aan de Pollaan.
Eind seizoen 1906/07 werd verhuisd van de Pollaan naar een veld tegenover Huize Baank, in de buurt van de tegenwoordige Rhienderinklaan en Boslaan in Warnsveld. Als er niet gevoetbald werd graasde er weliswaar vee, maar het had een tribune en een clubhuisje waar men zich kon verkleden. Er waren ook netten achter het doel, van kippengaas en dat voldeed uitstekend. Vóór de start van de competitie 1910/11 werd het terrein geheel gelijk gemaakt en op internationale afmetingen gebracht. Later dat jaar werd een nieuwe tribune in gebruik genomen. In mei 1913 werd de laatste wedstrijd op het Baankveld gespeeld, per 14 september 1913 werd verhuisd naar een nieuw veld aan de Marsweg. “Een weiland op den Marsch, vijf minuten voorbij de gasfabriek gelegen, groot 2,5 hectare”.
Augustus 1917 werd Be Quick uitgenodigd voor de openingswedstrijd van het nieuwe veld van Feyenoord aan de Kromme Zandweg in Rotterdam, die met 2-3 werd gewonnen. Vriendschappelijk werd daarna dat jaar ook tegen Ajax in Amsterdam gespeeld, die wedstrijd werd met 3-5 gewonnen. Ajax zou overigens in hetzelfde seizoen kampioen van Nederland worden.
Op 4 augustus 1931 werd de tribune door een windhoos geheel vernield, maar al op 18 oktober 1931 kon een nieuwe tribune in gebruik genomen worden. Van augustus 1944 tot april 1945 werden er geen competitie-wedstrijden meer gespeeld. Het terrein had ernstig geleden door de oorlog, de schutting was weg en ook de kleedkamers waren verdwenen. In januari 1948 kon er langere tijd niet gespeeld worden, omdat het veld onder water stond. Op 20 maart 1948 werd weer een clubhuis met kantine in gebruik genomen en in 1952 werd weer een nu betonnen schutting schutting rond het terrein geplaatst, een geschenk van de leden. Op 10 november 1953 werd een lichtinstallatie in werking gesteld, waarmee het voor het eerst bij mogelijk werd ook in de wintermaanden op het veld te trainen.
In 1954 diende gekozen te worden tussen de amateurs en het betaalde voetbal. Be Quick besliste voor de amateurstatus.
Op 21 november 1970 werd een nieuw, geprefabriceerd clubhuis in gebruik genomen, een houten gebouw dat dienst had gedaan als ziekenhuislaboratorium met een oppervlakte van 300 m². Op 25 november 1979 brandde de kantine in de avonduren af, die gedeeltelijk werd hersteld. In mei 1980 brandde op een donderdagmiddag de tribune volledig af. Op zaterdag 7 juni 1980 werd, na 69 jaar aan de Marsweg gespeeld te hebben, de vlag daar voorgoed gestreken.
Op 12 september 1981 werd het Zuiderpark geopend, een complex in de hoek tussen de Bronsbergenweg en de Harenbergweg. Het ledental was ruim 600. In de nacht van 27 februari 1990 legde een brand een gedeelte van de kleedkamers en het materiaalhok met inhoud in de as. Een technische storing was waarschijnlijk de oorzaak van de brand.

## Standaardelftallen

### Zaterdag
Het standaardelftal speelt in het seizoen 2020/21 in de Tweede klasse zaterdag van het KNVB-district Oost.

#### Erelijst
kampioen Derde klasse: 2019
kampioen Vierde klasse: 2018

#### Competitieresultaten 2017–2019
| 1 4E |

| 1 3A |

| - 2G |

| Tweede klasse | Derde klasse | Vierde klasse |

### Zondag
Het standaardelftal speelde laatstelijk in het seizoen 2018/19, waar het uitkwam in de Vijfde klasse van het KNVB-district Oost. In het seizoen 2019/20 komt het eerste zondagelftal uit in de Reserve Vijfde klasse zondag.
Dit elftal speelde in vier perioden 23 seizoenen op het hoogste amateurniveau, alle in de Eerste klasse. Het werd op dit niveau twee keer klassekampioen. In 1956/57 was dit in Noord-Oost. In de mini-competitie om de titel bij de zondagamateurs eindigde het als derde achter kampioen VV Maurits (Zuid) en Velox (West). In 1970/71 streed het als kampioen van Oost om de zondagstitel, het werd vierde achter kampioen VV Caesar (Zuid-II), SDW (West-I) en VV Drachten (Noord) en voor RVC Rijswijk (West-II) en DESK (Zuid-I).

#### Erelijst zondag
kampioen Eerste klasse: 1957, 1971
kampioen Tweede klasse: 1904, 1907, 1908, 1914, 1943, 1944, 1956, 1967, 1980
kampioen Derde klasse: 1927, 1928, 1951, 1998
kampioen Vierde klasse:
kampioen Vijfde klasse: 2012
kampioen GVB: 1903
winnaar Districtsbeker Oost: 1981

#### Competitieresultaten zondag 1904–2019
| 1 2B |

| 3 2A |

| 3 2B |

| 1 2A |

| 1 2C |

| 2 2C |

| 3 2C |

| 5 2A |

| 2 2A |

| 2 2A |

| 1 2A |

| 8 |

| 7 |

| 6 |

| 2 |

| 9 |

| 7 |

| 8 |

| 8 |

| 10 |

| 4 2A |

| 8 2A |

| 10 2A |

| 1 3C |

| 1 3C |

| 5 2B |

| 9 2B |

| 2 2B |

| 2 2B |

| 8 2B |

| 6 2B |

| 6 2B |

| 9 2B |

| 9 2B |

| 8 2B |

| 9 2B |

| 2 E |

| 4 2B |

| 3 2B |

| 1 2B |

| 1 2B |

|  |

| 7 |

| 8 |

| 10 |

| 10 |

| 9 2B |

| 1 3D |

| 2 2B |

| 5 2B |

| 4 2B |

| 6 2B |

| 1 2B |

| 1 1B |

| 8 1B |

| 6 1B |

| 13 1B |

| 6 2A |

| 7 2A |

| 6 2B |

| 3 2B |

| 9 2A |

| 9 2A |

| 1 2A |

| 5 1D |

| 4 1D |

| 5 1D |

| 1 1D |

| 5 1D |

| 10 1D |

| 9 1D |

| 12 1D |

| 9 2B |

| 6 2B |

| 4 2B |

| 3 2B |

| 1 2B |

| 5 1D |

| 7 1D |

| 9 1D |

| 4 1D |

| 11 1D |

| 12 2A |

| 4 2A |

| 10 2B |

| 11 2A |

| 12 2A |

| 9 3C |

| 8 3C |

| 10 3C |

| 7 3C |

| 9 3C |

| 3 3B |

| 9 3C |

| 1 3C |

| 9 2J |

| 7 2I |

| 9 2I |

| 7 2I |

| 4 2I |

| 11 2I |

| 4 3B |

| 2 3B |

| 12 3C |

| 10 4D |

| 12 4H |

| 10 5G |

| 10 5D |

| 1 5D |

| 5 4G |

| 8 4G |

| 14 4G |

| 2 5G |

| 6 4H |

| 14 4G |

| 9 5F |

| Eerste klasse | Tweede klasse | Derde klasse | Vierde klasse | Vijfde klasse | Noodcompetitie |

In elke staaf van de grafiek staat van boven naar beneden vermeld: 
- Eindnotering

Dit is de positie die de club heeft bereikt in de competitie, zonder eventuele beslissings-, play-off- of nacompetitiewedstrijden die nodig zijn geweest om bijvoorbeeld de kampioen van de competitie te bepalen.
Indien een * achter het getal staat is de notering een tussenstand en kan het zijn dat de notering niet overeenkomt met de uiteindelijke eindstand van de competitie.
Staat er een - dan is het seizoen nog bezig en is er geen definitieve uitslag bekend.
Staat er xx op de positie van de notering, dan heeft de club vroegtijdig de competitie verlaten. Dit kan onder andere komen door terugtrekking van het team, faillissement van de club of door een uitgedeelde straf van de KNVB. In veel gevallen staat elders in het artikel de reden vermeld.
Staat er een ? dan is het resultaat uit het verleden onbekend, en is alleen de competitie of het niveau bekend van dat seizoen.
In de seizoenen 2019/20 en 2020/21 werd wegens de coronacrisis het amateurvoetbal afgebroken. Daardoor kennen deze staven geen eindklassering (middels -- weergegeven).
- Competitieniveau en afdelingsletter of Officiële eindstand Eredivisie
  - Competitieniveau en afdelingsletter

Hierbij geeft het getal het niveau weer, dat ook terug te vinden is in de legenda. De letter is de afdelingsaanduiding en wordt gebruikt wanneer er meer afdelingen zijn op hetzelfde niveau. De afdelingsletter is altijd een hoofdletter en wordt meestal zonder nummer gebruikt.
Voorbeeld: 2F is niveau 2e klasse competitie F.
Het competitieniveau en nummer wordt niet vermeld wanneer er slechts één competitie van dit niveau was.
  - Officiële eindstand Eredivisie (getal staat tussen haakjes vermeld)

Sinds de introductie van play-offwedstrijden voor Europees voetbal na afloop van de reguliere competitie in 2005/06, is de KNVB verplicht een eindstand van de Eredivisie door te geven aan de UEFA aan de hand van deze play-offwedstrijden.
Bij deze eindstand staan clubs die zich hebben gekwalificeerd voor Europees voetbal hoger dan clubs die zich niet wisten te kwalificeren. Indien er geen verschil was tussen de eindnotering en de officiële eindstand, staat dit getal niet vermeld.

- Onderafdeling

Hier staat afgekort de naam van de onderafdeling indien de club in dat jaar in een onderafdeling uitkwam. Tevens staat deze afkorting in de legenda en wordt gelinkt naar het artikel over deze onderafdeling. Deze afkorting wordt alleen vermeld wanneer de club in het verleden in verschillende onderafdelingen heeft gespeeld. Deze vermelding is in de staaf altijd in kleine letters. Deze onderafdelingen zijn na het seizoen 1995/96 afgeschaft. Heeft de club in slechts één onderafdeling gespeeld, dan is dit alleen terug te vinden in de legenda.
Onder de staaf staat het jaartal vermeld waarin het seizoen is afgesloten. 15 verwijst naar het seizoen 2014/15 of eventueel het seizoen 1914/15.
Wanneer een staaf leeg is, zijn deze gegevens niet bekend. Het kan ook zijn dat de club dat seizoen niet heeft meegespeeld op het hogere amateurniveau, vroegtijdig de competitie heeft verlaten of uit de competitie is gezet.

In het seizoen 1944/45 was er wegens de Tweede Wereldoorlog geen regulier competitievoetbal.

## Bekende (oud-)spelers
- A.Q.H. Dijxhoorn, keeper van Be Quick tijdens de oorlogsjaren 1914-1918, werd in 1939 Minister van Defensie.
- Hans Gillhaus, die in de jaren '70 in de jeugd bij Be Quick speelde. Later uitkomend voor FC Den Bosch, PSV, AZ en Vitesse. Hij speelde ook negen interlands waarin hij twee keer scoorde.
- W.A.G.M. Meuleman, voorzitter Be Quick en voorzitter van de KNVB van 1966 tot en met 1980. Ook erevoorzitter van de Surinaamse Voetbal Bond.
- Mimoun Eloisghiri
- Hüseyin Cengiz
- Anis Yadir
AZC · ZVV Be Quick · ZVV De Hoven · Warnsveldse Boys · FC Zutphen

Opgeheven: ZVV Zutphania